# Bulnesia sarmientoi
Bulnesia sarmientoi o caquier de l'Índia o del Brasil és un arbre d'una gran part del Gran Chaco en Sud-amèrica, entre Argentina, Brasil i Paraguai. El seu nom comú és pal sant, ibiocaí, vora. De vegades en el mercat internacional s'anomena Paraguay lignum vitae, ja que les seves propietats i usos són similars al guaiac arbre del gènere Guaiacum.
La fusta de Bulnesia sarmientoi és de color marró, negra o verda (varia el color de verd oliva suau a xocolata), amb nusos. El ritidoma (escorça) és fi i lleugerament groguenc. La densitat d'aquesta fusta és d'entre 0,92 a 1,1 g/cm³.
El caquier de l'Índia s'empra per a gravadures i quan cal una fusta durable. De la seva fusta se n'extreu un tipus d'oli: oli de guaiac (o guayacol) per a ingredient de perfums. La seva resina, que es pot obtenir amb solucions orgàniques, s'utilitza per a fer vernís i pintures fosques.
El caquier del Brasil és apreciat per les seves propietats protectores de la pell humana, mitjançant la seva essència. Dona un bon carbó i bigues d'alta qualitat. Igniciona fàcilment, i produeix un fum olorós. Els natius de la regió del Chaco empren l'escorça per a tractar problemes d'estómac.
Les dues spp. més conegudes són Bulnesia arborea i Bulnesia sarmientoi.